# Dionysios Anyelópulos
Dionysios Anyelópulos –en griego, Διονύσιος Αγγελόπουλος– (Marusi, 5 de agosto de 1992) es un deportista griego que compitió en remo.
Ganó dos medallas de plata en el Campeonato Europeo de Remo, en los años 2014 y 2015. Participó en los Juegos Olímpicos de Río de Janeiro 2016, ocupando el octavo lugar en la prueba de cuatro sin timonel.

## Palmarés internacional
| Campeonato Europeo | Campeonato Europeo | Campeonato Europeo | Campeonato Europeo |
| Año                | Lugar              | Medalla            | Prueba             |
| ------------------ | ------------------ | ------------------ | ------------------ |
| 2014               | Belgrado (Serbia)  | Medalla de plata   | Cuatro sin timonel |
| 2015               | Poznań (Polonia)   | Medalla de plata   | Cuatro sin timonel |